# Sociedad Linneana de Normandia

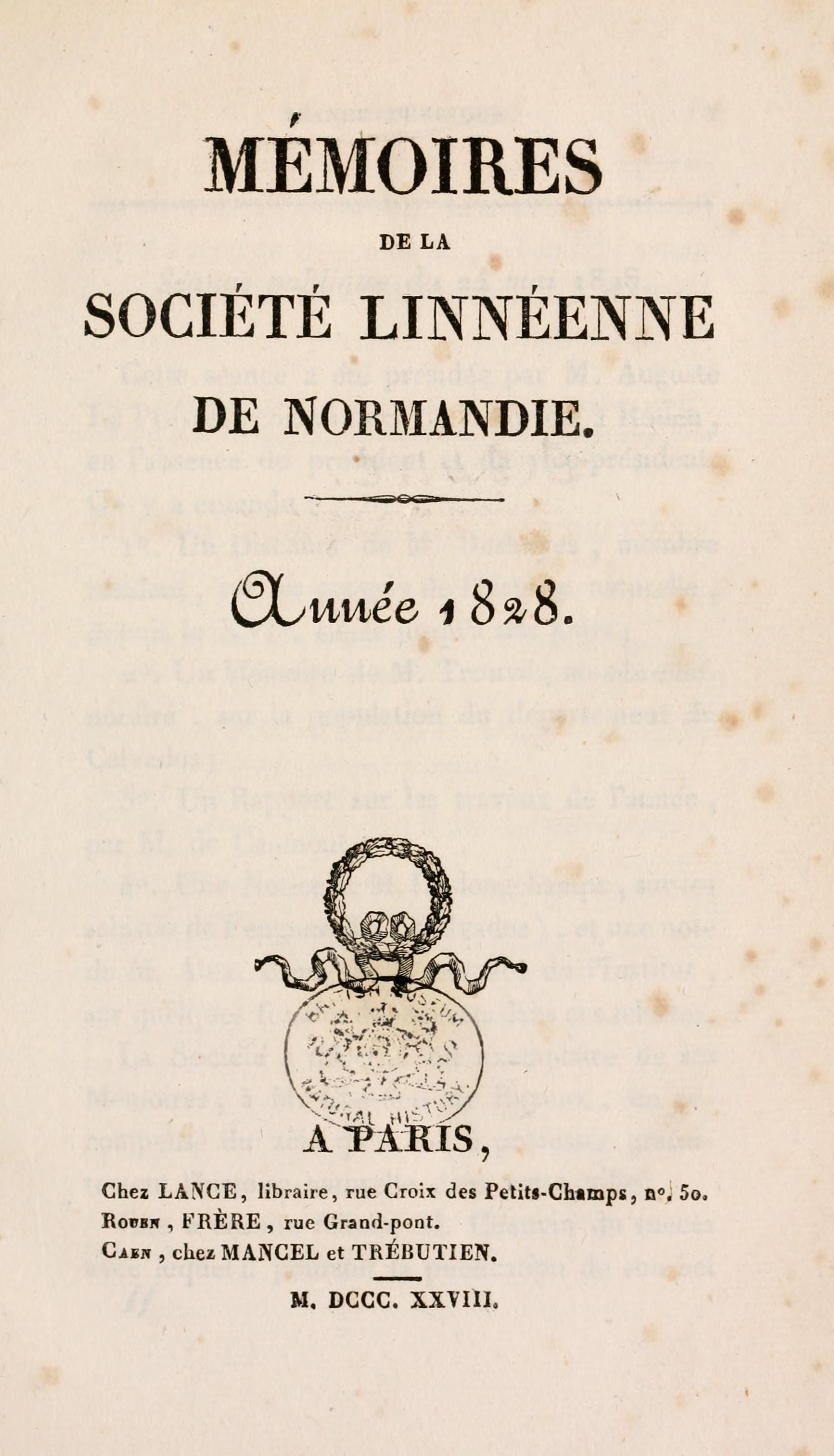
Mémoires de la Société Linnéenne de Normandie.

La Sociedad Linneana de Normandia o Société linnéenne de Normandie es una sociedad científica nombrada en referencia al naturalista sueco Carlos Linneo (1707-1778).

## Historia
Fundada en 1823 por Jean Vincent Félix Lamouroux y Charles Thomine des Mazures bajo el nombre de "Sociedad linneana de Calvados", fue rebautizado tres años más tarde "Sociedad Linneana de Normandía".
La Sociedad Linneana de Normandía publicó las Mémoires de la Société linnéenne du Calvados desde 1824 a 1825 , las  Mémoires de la Société linnéenne de Normandie de 1826, y el Bulletin de la Société linnéenne de Normandie à partir de 1856.
La Sociedad Linnean de Normandía fue reconocida de utilidad pública por decreto del 22 de abril de 1863 .

## Miembros
- Ami Boué – Henri Marie Ducrotay de Blainville – Léonce Élie de Beaumont – Charles Thomine des Mazures - Alexandre Brongniart – Jules Desnoyers – Alcide Dessalines d'Orbigny – Louis Isidore Duperrey – Jacques Marie Frangile Bigot – Jacques-Amand Eudes-Deslongchamps – Félix Archimède Pouchet – Gervais de La Rue – Charles François Antoine Morren – Émile Puillon Boblaye – Jean Pierre Sylvestre Grateloup – Jean Jacques Nicolas Huot

## Publicaciones
- Bulletin de la Société linnéenne de Normandie.
- Mémoires de la Société linnéenne de Normandie.

## Líneas externas
- Site web oficial

- Datos: Q3488464
- Multimedia: Société linnéenne de Normandie / Q3488464